# Caseta de l'Astradrell
La Caseta de l'Astradrell és un mas situat al municipi de Ginestar a la comarca catalana de la Ribera d'Ebre.